# نیحه
نیحه (به عربی: النیحة) یک روستا در سوریه است که در استان ادلب، ناحیه تمانعه واقع شده‌است. نیحه ۵۳۷ نفر جمعیت دارد.